# Procladius vestitipennis
Procladius vestitipennis är en tvåvingeart som först beskrevs av Jean-Jacques Kieffer 1917.  Procladius vestitipennis ingår i släktet Procladius och familjen fjädermyggor.
Artens utbredningsområde är New York. Inga underarter finns listade i Catalogue of Life.